# Pygopleurus foina
Pygopleurus foina är en skalbaggsart som beskrevs av Edmund Reitter 1890. Pygopleurus foina ingår i släktet Pygopleurus och familjen Glaphyridae. Inga underarter finns listade i Catalogue of Life.